# Duidaea
Duidaea, biljni rod iz porodice glavočika, dio tribusa Stifftieae. Postoje četiri vrste, sve su endemi iz Venezuele

## Vrste
1. Duidaea marahuacensis Steyerm.
2. Duidaea pinifolia S.F.Blake
3. Duidaea rubriceps S.F.Blake
4. Duidaea tatei S.F.Blake